# Główny Urząd Ziemski
Główny Urząd Ziemski – urząd państwowy funkcjonujący na prawach osobnego ministerstwa powołany w 1919 roku.

## Historia
Urząd został utworzony na mocy ustawy z 22 lipca 1919 roku (ogłoszonej 5 sierpnia tego samego roku). Urząd przejął część dotychczasowych obowiązków Ministerstwa Rolnictwa i Dóbr Państwowych. Urząd zajmował się między innymi parcelacją gruntów, przygotowywaniem reformy rolnej, regulowaniem obrotu ziemią, komasacją i melioracją. Na czele Głównego Urzędu Ziemskiego stał prezes, mianowany przez Naczelnika Państwa na wniosek premiera. Prezes urzędu brał udział w posiedzeniach Rady Ministrów w sprawach dotyczących kompetencji urzędu. W latach 1920–1921 prezesem GUZ był Tomasz Wilkoński, w 1921 prezesem GUZ był poseł Władysław Kiernik, zaś w 1922 Seweryn Ludkiewicz.
W 1923 roku zniesiono urząd Prezesa Głównego Urzędu Ziemskiego, a jego kompetencje przejął Minister Reform Rolnych.